# Mario Party 5
Mario Party 5 (マリオパーティ5?, Mario Pāti 5) è un videogioco per la piattaforma GameCube, pubblicato da Nintendo nel 2003. È il quinto della serie Mario Party inizialmente pubblicati su Nintendo 64. L'innovazione di questo episodio della serie è che non ci sono più gli oggetti ma al loro posto delle palline che contengono oggetti.

## Modalità di gioco
Mario Party 5 ha diverse modalità di gioco: la modalità party, una sorta di gioco dell'oca singolo o a due squadre per più giocatori con l'aggiunta di minigiochi, lo scopo del gioco però non è arrivare alla fine del tabellone, ma accumulare gettoni e prendere la stella che costa 20 gettoni. La modalità storia è per un solo giocatore che gareggia contro Bowser e Minibowser (che bisogna sconfiggere facendogli perdere tutti quanti i gettoni), perde chi rimane senza gettoni. La modalità gran premio, per 4 giocatori, uno scontro tra macchine costruite dal giocatore stesso comprando i componenti con i punti accumulati nei minigiochi.
I minigiochi sono di diverso tipo: nei minigiochi per 4 giocatori si gioca tutti contro tutti, nei minigiochi 2 contro 2 si gioca a squadre. Nei minigiochi gara (4 giocatori) ogni partecipante mette in palio un certo numero di gettoni, che saranno il premio del vincitore. Nei minigiochi duello si scontrano solo due giocatori, naturalmente di due squadre diverse, ma questa volta il premio può essere anche una stella.
C'è poi presente una modalità più, che ha tre minigiochi in più: beach volley rivoluzione, hockey su ghiaccio e carte in festa (variante della Modalità Party ma con le pedine a somiglianza dei personaggi e senza minigiochi e tante altre sorprese).

## Personaggi
- Mario (doppiato da Charles Martinet)
- Luigi (doppiato da Charles Martinet)
- Peach (doppiata da Jen Taylor)
- Yoshi (doppiato da Kazumi Totaka)
- Wario (doppiato da Charles Martinet)
- Daisy (doppiata da Jen Taylor)
- Waluigi (doppiato da Charles Martinet)
- Toad (doppiato da Jen Taylor)
- Boo
- Mini Bowser